# Packaging Corporation of America
Packaging Corporation of America est une entreprise américaine papetière basée à Lake Forest dans l'Illinois.